# JAC E10X
Der JAC E10X ist ein batterieelektrisch angetriebener Kleinstwagen des chinesischen Automobilherstellers JAC.

## Geschichte
Vorgestellt wurde das auf dem JAC iEV6E basierende Fahrzeug im November 2020 im Rahmen der Guangzhou Auto Show. Seit März 2021 wird es auf dem chinesischen Heimatmarkt verkauft. Im August 2021 kam die Baureihe auch in Brasilien als JAC e-JS1 in den Handel. Der Schweizer Markt folgte im November 2023 mit der Vorstellung auf der Auto Zürich.

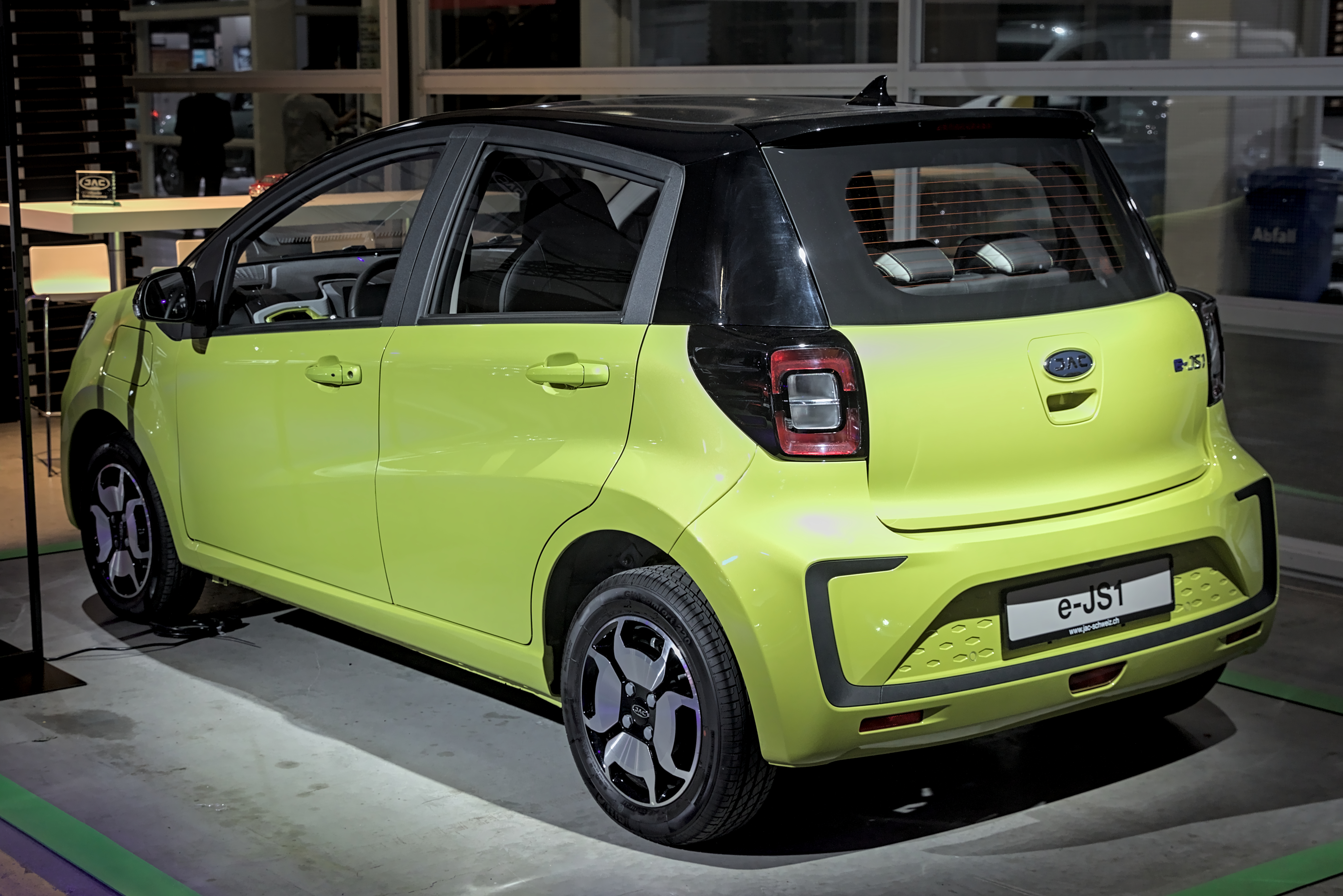
Heckansicht
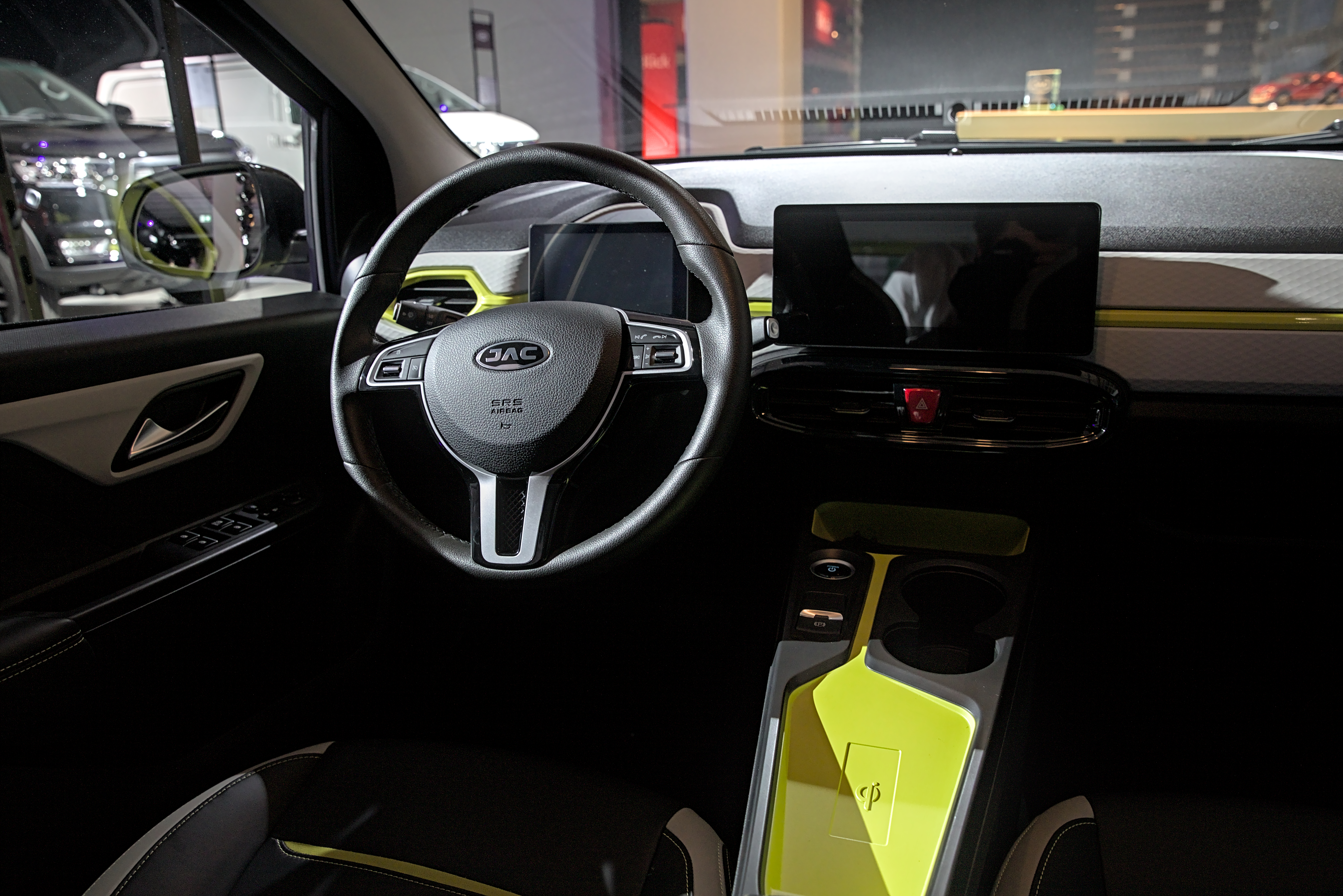
Innenraum
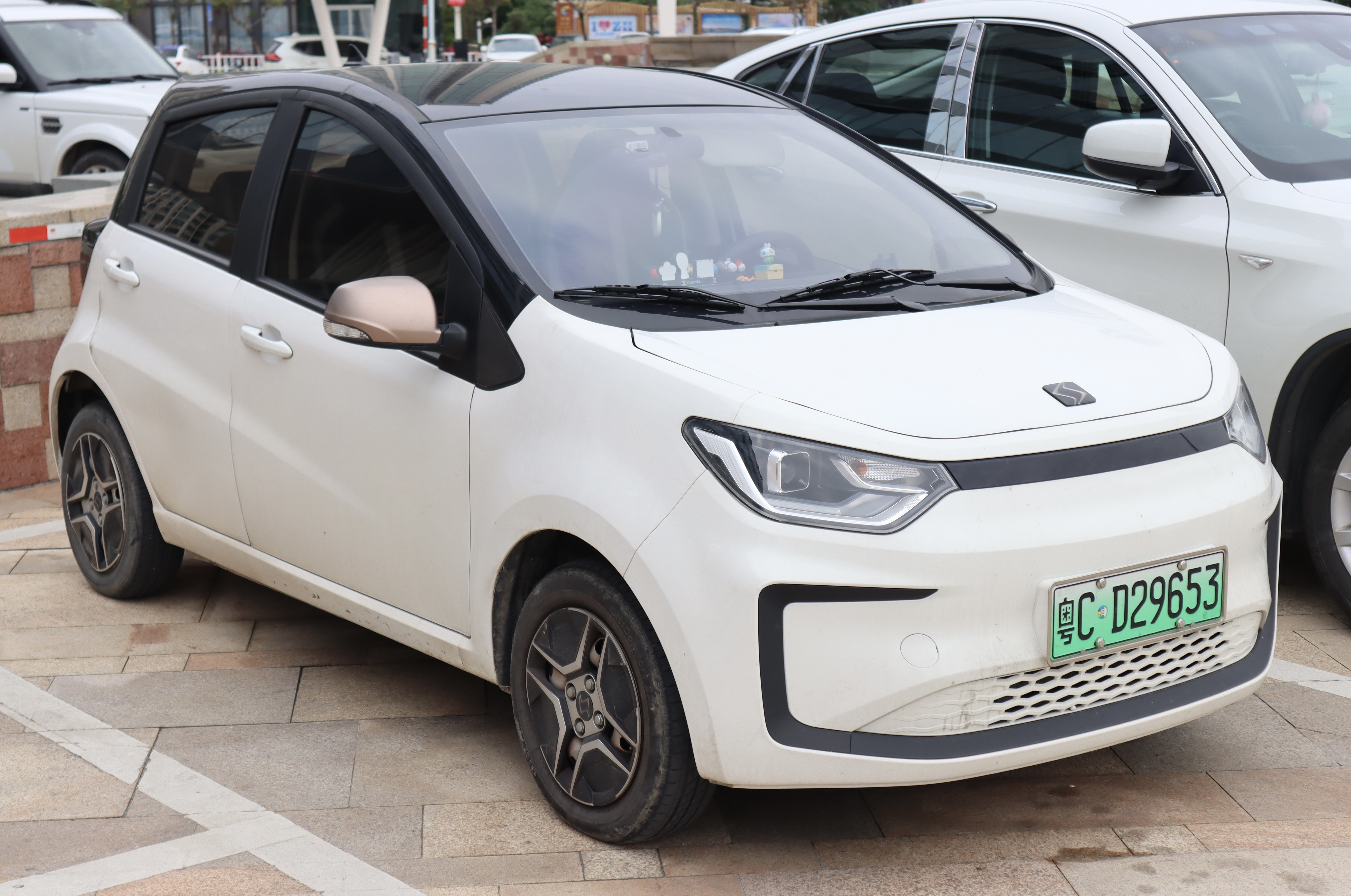
JAC E10X

## Technische Daten
Für den E10X steht ein Permanentmagnet-Synchronmotor in zwei Leistungsstufen zur Wahl. Ein Lithium-Eisenphosphat-Akkumulator in drei verfügbaren Größen dient als Antriebsbatterie. Die maximale Reichweite nach NEFZ wird mit 302 km angegeben. Anfang 2023 wurde das Fahrzeug auch mit einem Natrium-Ionen-Akkumulator vorgestellt. Die Serienproduktion dieser Variante startete im Dezember 2023. Seit Februar 2024 wird diese Variante auch nach Mittel- und Südamerika exportiert.
|                            | E10X                          | E10X                          | E10X                          | E10X                          |
| -------------------------- | ----------------------------- | ----------------------------- | ----------------------------- | ----------------------------- |
| Bauzeitraum                | 03/2021–11/2022               | seit 03/2021                  | seit 03/2023                  | seit 03/2021                  |
| Motorkenndaten             |                               |                               |                               |                               |
| Motorart                   | Permanentmagnet-Synchronmotor | Permanentmagnet-Synchronmotor | Permanentmagnet-Synchronmotor | Permanentmagnet-Synchronmotor |
| max. Leistung              | 30 kW (41 PS)                 | 30 kW (41 PS)                 | 36 kW (49 PS)                 | 45 kW (61 PS)                 |
| max. Drehmoment            | 95 Nm                         | 95 Nm                         | 110 Nm                        | 150 Nm                        |
| Kraftübertragung           |                               |                               |                               |                               |
| Antrieb                    | Vorderradantrieb              | Vorderradantrieb              | Vorderradantrieb              | Vorderradantrieb              |
| Getriebe                   | Festes Übersetzungsverhältnis | Festes Übersetzungsverhältnis | Festes Übersetzungsverhältnis | Festes Übersetzungsverhältnis |
| Antriebsbatterie           |                               |                               |                               |                               |
| Energieinhalt              | 15,0 kWh                      | 19,7 kWh                      | 25,0 kWh                      | 30,2 kWh                      |
| Zellchemie                 | Lithium-Eisenphosphat (LFP)   | Lithium-Eisenphosphat (LFP)   | Natrium-Ionen (SIB)           | Lithium-Eisenphosphat         |
| Messwerte                  |                               |                               |                               |                               |
| Höchstgeschwindigkeit      | 102 km/h                      | 102 km/h                      | 102 km/h                      | 102 km/h                      |
| Beschleunigung, 0–100 km/h | k. A.                         | k. A.                         | k. A.                         | k. A.                         |
| Reichweite nach NEFZ       | 150 km                        | 200 km                        | 251 km                        | 302 km                        |